# 무법자-난공불락 대열차
《무법자-난공불락 대열차》(영어: Jesse James vs. The Black Train)는 2018년 개봉된  미국의 서부 영화이다.

## 시놉시스
미국의 가장 위험한 무법자, 제시 제임스는 여느 때와 같이 약탈을 일삼았다. 그러던 중 동료 콜 영거가 붙잡히고 아무것도 얻지 못한 채 고향으로 돌아간다. 복수를 하기 위해 검은 기차를 폭발할 계획을 세우고 돈을 모으기 위해 대서부 쇼를 제작하는 등 고군분투한다. 그러던 중 니트로라는 폭발물을 갖게 되고 드디어 검은 기차를 폭파시키는데...

## 출연진
- 폴 클레이턴 - 제시 제임스 역

## 제공
- 수입/배급 : (주)케이알씨지/(주)루믹스미디어
- 제작 :